# Kees van Kooten

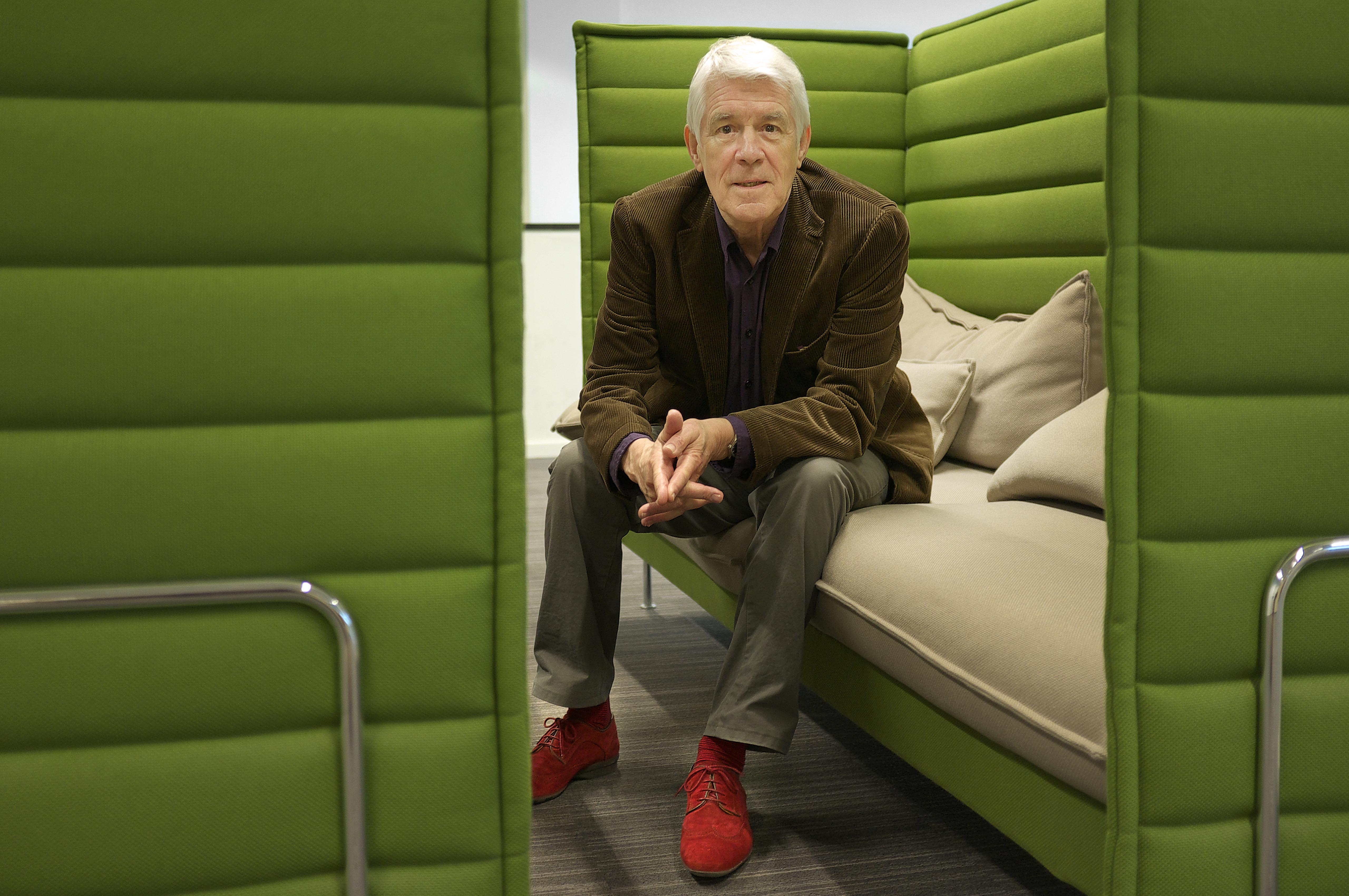
Kees van Kooten (2012)

Cornelis Reinier (Kees) van Kooten (* 10. August 1941 in Den Haag) ist ein niederländischer Kabarettist und Schriftsteller. Gemeinsam mit seinem Kollegen Wim de Bie, der 2023 verstorben ist, war er jahrzehntelang im niederländischen Fernsehen vertreten. Van Kooten hat sich auch als Solo-Künstler einen Namen gemacht.

## Biografie

### Persönliches
Van Kooten wurde 1941 in der Bethlehemklinik von Den Haag als ältestes Kind von Cornelis Reinier van Kooten und Anna Geertruida Snaauw geboren. 1945 wurde seine Schwester geboren. 1959 lernte er seine zukünftige Frau Barbara kennen, mit der er seit 1966 in Den Haag zusammenwohnte und die er am 18. Oktober 1968 heiratete. Nach der Hochzeit zogen sie nach Zuidoostbeemster. Sie bekamen zwei Kinder, 1971 einen Sohn, der als Schauspieler und Sänger arbeitet, und 1974 die Tochter Kim, die eine international erfolgreiche Schauspielerin und Drehbuchautorin wurde. Seine Frau spielte ab und zu Gastrollen in seinen Fernsehprogrammen. 1978 zog die Familie nach Hilversum und 1996 nach Amsterdam.

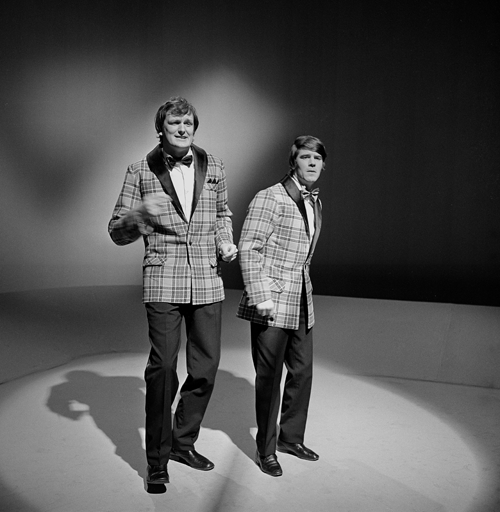
Wim de Bie und Kees van Kooten (r.) in Hadimassa (1970)

### Koot und Bie
Van Kooten wurde vor allem bekannt durch seine Zusammenarbeit mit seinem Kollegen Wim de Bie. Mit ihm formte er das Duo Van Kooten en De Bie, das jahrelang Programme für den Fernsehsender VPRO machte. Seine Zusammenarbeit begann bereits auf der weiterführenden Schule, des Dalton Lyzeums. Hier hatten sie ein Kabarettensemble mit dem Namen Cebrah gegründet. Die ersten Programme hatten die Titel G.Rapsgewijs und Te hooi en te grap. Außer Fernsehprogrammen machte das Duo zwischen 1972 und 1985 auch den Bescheurkalender. Van Kooten schrieb diverse Bücher, sowohl unter eigenem Namen als auch unter Pseudonymen. Seine Pseudonyme waren Koot, Jan Blommers, Hans van Dek, Tj. Hekking, Heer Koot, Harry F. Kriele und Roman Tate.

#### Bekannte Typen
- „Mehmet Pamuk“: ein türkischer Gastarbeiter, der liebend gerne integriert sein will und sein Bestes tut, um anständig Niederländisch sprechen zu lernen, wobei sein Niederländisch besser ist, als das seiner Gesprächspartner.
- „De Vieze Man“ (= der schmutzige Mann): ein perverser Obdachloser, der verrückt ist nach sexuellen Anspielungen.
- „Prof. dr. ir. P. Akkermans“: ein Mann, der den Anspruch hat, dass sein Name bei praktisch allen wichtigen Tätigkeiten genannt wird.
- „Dr. Remco Clavan“: Ost-Europakundiger, der eigentlich nichts über sein Fachgebiet weiß.
- „H.J. Bussink“: alter Widerstandskämpfer und fanatischer Monarchist, der sich oft über kleine Dinge furchtbar aufregt.
- „Diana Charité“: eine stark geschminkte, etwas ältere Dame mit einer lauten Stimme und einer stets besonderen Meinung.

#### Als Duo mit Wim de Bie
- „Die Brüder Gé und Arie Temmes“: zwei alte, nutznießende Männer, die sich über Kleinigkeiten aufregen, wobei Arie auch oft über Gé stänkert.
- „F. Jacobse und Tedje van Es“: zwei Jungen, die sich mit Schwarzarbeit und Kleinkriminalität über Wasser halten.
- „De Klisjeemannetjes“: zwei Männer mit einem Haagschen Akzent (Den Haag), die schnell abwechselnd klichéartige Gespräche führen.
- „Mutter und Sohn, Carla und Frank van Putten“: der frustrierte Nesthocker Frank wird fortwährend betuddelt durch seine Mutter, während er in einsamen Momenten in sexuellen Fantasien aufgeht.
- „De Positivoos“: zwei Sänger (relizangers) mit politisch unkorrekten Liedern, die vor allem auf kommerziellen Erfolg aus sind.
- „Die Reporter Harry F. Kriele und Bulle van Berkel“: Van Berkel wird vor allem durch seine lange Jacke beschrieben, während die Reportagen Krieles immer ein Fiasko waren.
- „Bert und Dien Meibos“: Ehepaar und frühere Mitglieder des Gerrit Braks-Fanclubs. Nachdem dieser aus der Politik ausgetreten war, werden sie Fans von Koos Alberts, Frans Bauer, Paul de Leeuw und den Spice Girls.
- „Cornelis und Catalijne Pronk“, ein Ehepaar, das ein Kind aus Afrika adoptiert hat, ohne dieses jemals gesehen zu haben.
- „Bürgermeister Hans van der Vaart (Mitglied des Rose Burgemeestersclubs) und Tjolk Hekking, Ratsherr der Gemeinde Juinen“.

#### Als Trio mit Barbara van Kooten und Wim de Bie
- das Ehepaar Cor van der Laak (AVRO-Mitglied) und Cock sowie Sohn Ab van der Laak (Weltchampion Butter, Käse und Eier).

## Fernsehen, Radio, Film und Theater
- 1964: Uitlaat, mit u. a. 'De Klisjeemannetjes' (für das VARA-Radio)

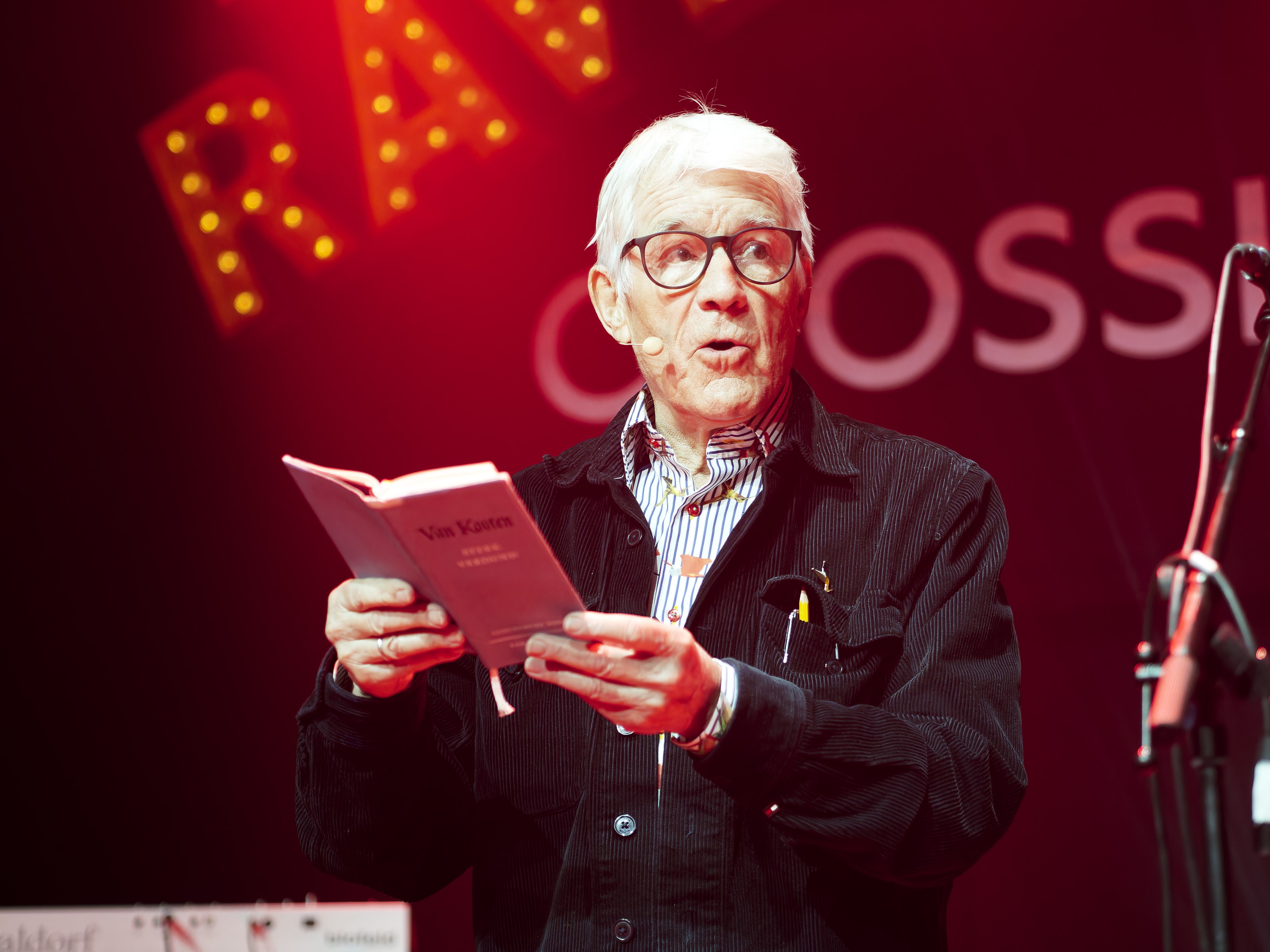
Bei einem Festival im Jahr 2022 in Den Haag

- 1964: Twee in een jeep (VARA-Radio)
- 1969–1972: Hadimassa
- 1972: Teleac-Kursus Esperanto
- 1972–1974: Het Gat van Nederland
- 1974–1979: Simplisties Verbond (VPRO Fernsehen)
- 1976: De Dienstlift, nach The Dumb Waiter von Harold Pinter (Fernsehen)
- 1979–1980: Op hun pik getrapt
- 1980–1981: Koot en Bie
- 1981–1982: Van Kooten en De Bie
- 1982–1983: Juinen
- 1983: Een Gebaar (Benefizvorstellung für Amnesty International)
- 1983: Vroeger kon je lachen (Film)
- 1983–1984: Kreateam
- 1984–1989: Van Kooten en De Bie
- 1989–1993: Keek op de week
- 1991: Oh Boy! (Film)
- 1993–1994: Krasse Knarren
- 1994–1995: In Bed Met
- 1995–1996: Deksel van de Desk
- 1996–1998: Van Kooten en De Bie
- 1999: Hoofd leest zich autobio (Theater)
- 2002: Wina Zingt (Theaterstück)
- 2012: Alles is familie (Film)
- 2016: Nederland in de jaren 60 (Dokumentarreihe über die 60er Jahre)

## Bibliografie
- 1960: Gedicht Geef het nu maar toe (= Gib es nun einmal zu) in Een 10 voor 10-ers (= eine 10 für 10er)
- 1965: Memories are made of ziss (= Erinnerungen werden aus ziss gemacht)
- 1969: Melk (= Milch) (Herausgeber: Kooperative Kondensfabrik 'Friesland')
- 1969: Treitertrends (= Belästigungstrends)
- 1970: Lachen is gezond (= Lachen ist gesund) mit Wim de Bie
- 1970: Treitertrends 2 (= Belästigungstrends 2)
- 1972: Laatste Treitertrends (= Letzte Belästigungstrends)
- 1975: Gas (Herausgeber: VEG-Gasinstitut)
- 1976: De ergste treitertrends (Sammelband)(= Die schlimmsten Belästigungstrends)
- 1977: Koot droomt zich af (= Koot träumt sich nach unten)
- 1977: Van Klisjeemannetjes tot directeuren van het Simplisties Verbond (= Von Klisjeemännchen zu Direktoren vom Simplisties Verbund) mit Wim de Bie
- 1977: Schrijven (= Schreiben) - Handschriftposter
- 1979: Koot graaft zich autobio (= Koot gräbt sich selbstbiografisch)
- 1979: Wagen (eine Seite, Ausgabe von "Het Open Boek")
- 1981: Willem
- 1982: Der Juinensche Courant (mit Wim de Bie)
- 1982: Veertig (= Vierzig) - ein Gedicht
- 1983: JuCo Magazine (mit Wim de Bie; Fortsetzung von De Juinensche Courant)
- 1983: Juiner Nieuwsblad
- 1983: Hank den Drijver rechnet ab mit Eine Geste für Amnesty International (mit Wim de Bie und Freek de Jonge (Kabarettist))
- 1984: Modermismen
- 1984: Hedonia
- 1986: Meer modermismen
- 1986: Van de hoge (= Von der Höhe)(Zeichnung: Peter van Straaten) (50 Exempl.)
- 1986: Het groot bescheurboek (mit Wim de Bie)
- 1987: Naar Delft heen (= Nach Delft - Ein geheimes Essay aus 1950)
- 1988: Zeven sloten. Zes uitstapjes (einige Gedichte) als Dr. Kees van Kooten
- 1989: Appeldoorn
- 1989: Meest modermismen
- 1989: Het Simplistisch verbond over ... (mit Wim de Bie)
- 1991: Zwemmen met droog haar (= Schwimmen mit trockenem Haar)
- 1992: Hilversum (Noord-Holland in Prosa, Poesie und Drucken)
- 1993: Verplaatsingen (Erzählungen)
- 1993: Ons kent ons (= Uns kennt uns; Fotobuch mit Wim de Bie)
- 1994: Meer dan alle modermismen (Modermismen, Meer modermismen, Meest modermismen)
- 1997: Omnibest (= Das Allerbeste; De ergste treitertrends, Koot graaft zich autobio, Veertig, Hedonia, Zeven sloten, Zwemmen met droog haar)
- 1999: Levensnevel (Erzählungen)
- 1999: Kaft en koren (=Abdeckung und Chöre)
- 1999: Het Schaampaard (gereimtes Bilderbuch, für Kinder ab 9 Jahren, mit Illustrationen von Willem van Malsen)
- 2000: De complete modermismen (Herausgabe durch 'Meer dan alle modermismen')
- 2000: Annie
- 2001: Hilaria
- 2003: Tijdelijk nieuw (= temporär neu)(Kolumnen)
- 2003: Letterlust (mit Ewald Spieker)
- 2004: Alle modermismen ooit (met 60 bonusmodermismen)
- 2005: Gerard Reve (300 ex.)
- 2006: Mijn plezierbrevier (= Mein Freudebrevier; gesammelte Erzählungen von anderen Autoren)
- 2007: Episodes. Eine Romanze
- 2008: De dag- en nachtegaal (Die Tag- und Nachtgleiche) (Hörbuch)
- 2009: Het dierbaarste von Kees van Kooten (= das Liebste)
- 2009: Tijdloos ouderwets (= Zeitlos altmodisch)
- 2010: Zo Wordt U Gelukkig (= So werden Sie glücklich)(über die Poesie von Billy Collins)
- 2012: Hartstochtjes (= Herzausflüge)(persönliche Erinnerungen - Musik, Bücher, Kunst)
- 2013: Alle treitertrends (Treitertrends, Treitertrends 2, Laatste Treitertrends)
- 2013: De verrekijker (= das Fernglas)(Novelle) (Boekenweekgeschenk 2013)
- 2014: Luim (= Humor) - het komrijk von Kees van Kooten (gesammelte Erzählungen von Gerrit Komrij, zusammengestellt durch Kees van Kooten)
- 2015 Mijn plezierbrevier - de natuurleukste korte verhalen volgens mij (= mein Freudenbrevier - die natürlichsten Kurzgeschichten meiner Meinung nach (gesammelte Erzählungen von anderen Schriftstellern, zusammengestellt durch Kees van Kooten))
- 2015: Leve het welwezen (= Es lebe das Wohlbefinden)

## Preise
- 1974 - Zilveren Nipkowschijf (= niederländischer Fernsehpreis), zusammen mit Wim de Bie
- 1977 - Zilveren Nipkowschijf, zusammen mit Wim de Bie
- 1979 - Cestoda-prijs (niederländischer Literaturpreis), für die mühelose Verwendung der niederländischen Sprache in allen ihren Genres
- 1985 - Ehren-Nipkowschijf, zusammen mit Wim de Bie
- 1986 - G.W.J. Paagman-prijs (niederländischer Literaturpreis), für sein Gesamtwerk
- 1987 - Publieksprijs voor het Nederlandse boek, auch Boek van het jaar durch CPNB
- 1998 - Gouden Beeld Carrière Award (Fernsehpreis), zusammen mit Wim de Bie
- 1999 - Groenman-taalprijs für Radio-Fernsehpräsentatoren, die sich durch ihren Sprachgebrauch unterscheiden
- 2000 - Littéraire Witte Prijs (Den Haager Literaturpreis), für die Erzählungssammlung Levensnevel
- 2004 - Gouden Ganzenveer, für seinen besonderen Beitrag zur niederländischen Schreibkultur
- 2007 - die Ehrenmitgliedschaft der Genootschap Onze Taal (= Genossenschaft Unsere Sprache), zusammen mit Wim de Bie
- Zwei Edisons und sechs goldene Schallplatten für diverse Platten des Simplisties Verbonds

## Trivia
Van Kooten ist ein guter Freund des Humo-Hauptredakteurs Guy Mortier (= flämischer Journalist und TV-Moderator) und publiziert auch schon seit Jahren eine wöchentliche Kolumne in Humo (flämische Fernsehzeitschrift).
Er gewann 2013 den Groot Dictee der Nederlandse Taal (= Großes Diktat der Niederländischen Sprache) - Literaturpreis.